# Vlaamsepoort

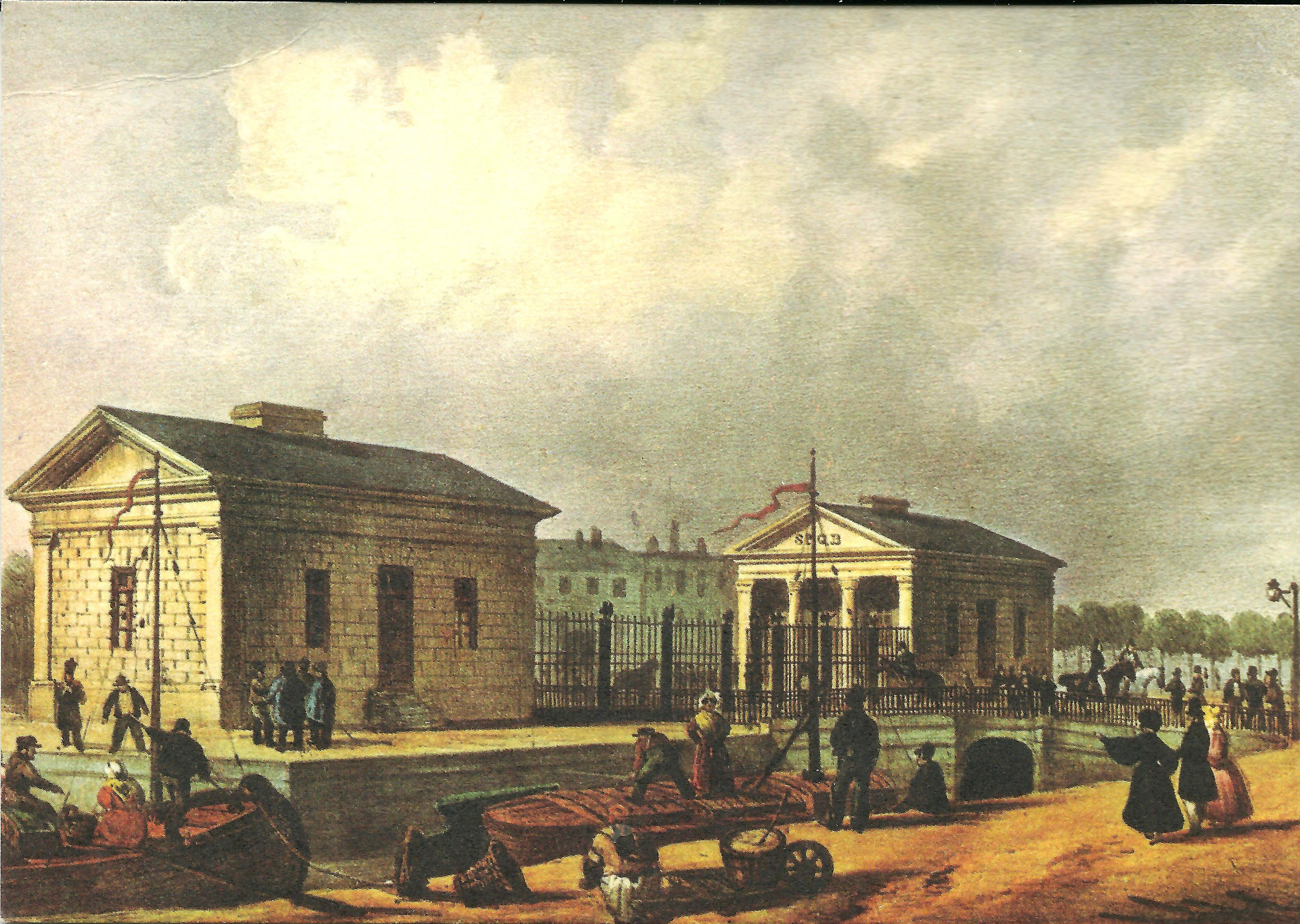
In de 19de eeuw

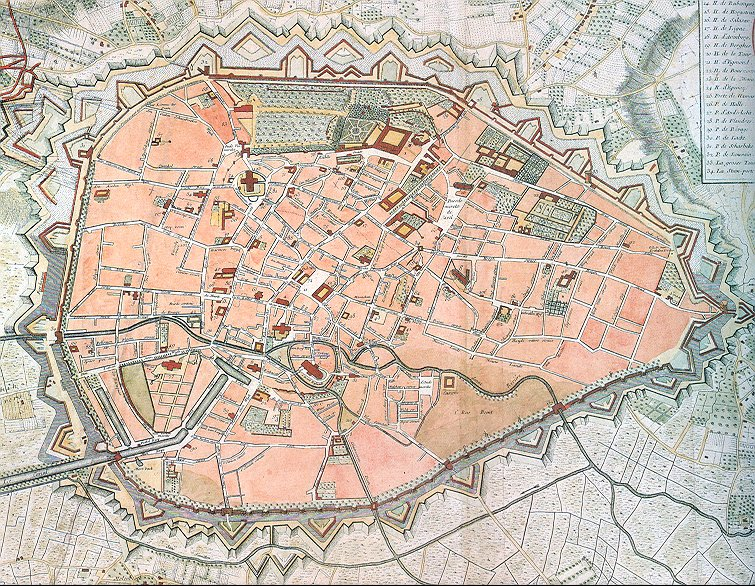
De weg en poort onderaan de kaart.

De Vlaamsepoort (Frans: Porte de Flandre) is een voormalige stadspoort aan de voormalige tweede omwalling van Brussel, waar de huidige Kleine Ring ligt. Op die plaats was er water in de verdedigingsgracht die verbonden was met het Kanaal van Willebroek. De gracht werd vanaf 1832 opgenomen in het Kanaal Charleroi-Brussel. Ze verbond de Vlaamsesteenweg met de huidige Gentsesteenweg, maar ligt tegenwoordig aan de samenkomst van de Vlaamsesteenweg en de Antoine Dansaertstraat. De poort werd, samen met de rest van de omwalling, rond 1783 afgebroken om plaats te maken voor de brede lanen aangelegd vanaf 1810, en die tegenwoordig de Vijfhoek vormen.